# Imke Barnstedt
Imke Barnstedt (* 31. Oktober 1942 in Berlin) ist eine deutsche Schauspielerin, Diseuse, Holocaustleugnerin und Neonazi-Funktionärin (u. a. Bauernhilfe, Deutschland-Bewegung, Bund freier Bürger).

## Leben
Nach ihrem Studium der Germanistik und Theaterwissenschaft in Berlin hatte Barnstedt erste Publikumserfahrung in Nebenjobs als Verkäuferin oder Schaffnerin und war darauf in vielen Theatern Deutschlands zu sehen, u. a. der Landesbühne Iserlohn, dem Hebbeltheater, der Akademie der Künste, dem Hansa-Theater oder dem Kabarett Die Wühlmäuse.
Ihre erste Kinorolle hatte sie 1980 in Sigi Rothemunds Filmkomödie Heiße Kartoffeln. Es folgten Hauptrollen in Filmen von Regisseuren wie Sohrab Shahid Saless (Utopia, 1982; Hans – ein Junge in Deutschland, 1985), Dagmar Beiersdorf (Die Wolfsbraut, 1984; Eine Tunte zum Dessert, 1992) und Lothar Lambert (Gestatten, Bestatter, 1986). Im Fernsehen war sie in unter anderem in Der rote Strumpf und in Serien wie Ich heirate eine Familie, Molle mit Korn, Liebling Kreuzberg, Unser Lehrer Doktor Specht, Praxis Bülowbogen, Unser Charly und Berlin, Berlin zu sehen. In der Fernsehserie Hinter Gittern – Der Frauenknast spielte sie 1997–1998 die Rolle der Marlies Teubner, die Schwiegermutter der Mörderin Susanne Teubner.
Imke Barnstedt lebt in Oldenburg.

## Rechtsextreme Aktivitäten
Barnstedt schloss sich 2003 der Aktion des Anwalts Horst Mahler an und stellte eine Selbstanzeige wegen Verbreitung von volksverhetzenden Schriften, da sie einen Aufsatz von Fritjof Meyer zu den Opferzahlen des Holocaust weiterverbreitet hätte. Diese Selbstanzeige war darauf ausgerichtet, den Strafbestand der Volksverhetzung als Angriff auf die Meinungsfreiheit zu diskreditieren. Außerdem soll sie bis 2007 Schatzmeisterin der Bauernhilfe, einer rechtsextremen, mit dem Verein zur Rehabilitierung der wegen Bestreitens des Holocaust Verfolgten eng verbundenen Organisation (am 7. Mai 2008 verboten), gewesen sein.

## Filmografie
| - 1980: Heiße Kartoffeln - 1982: Utopia - 1983: Kein Reihenhaus für Robin Hood - 1984: Wie im Leben. Sehr verschiedene Geschichten laut DRA-Online-Dienste - 1985: Sylter Novelle - 1986: Ich heirate eine Familie – Angie muss sich entscheiden - 1986: Gestatten, Bestatter - 1988–1990: Liebling Kreuzberg (Fernsehserie) - 1989: Molle mit Korn (Mehrteiler) - 1989: Löwenzahn (Fernsehserie) – Peter will nicht schlafen - 1990: Wie gut, daß es Maria gibt – … der werfe den ersten Stein - 1991: Gesucht wird Ricki Forster | - 1991–1992: Unser Lehrer Doktor Specht (Fernsehserie) - 1994–1995: Unter Uns (Soap RTL) - 1995: Nich’ mit Leo - 1996: Praxis Bülowbogen – Topfit - 1997: Für alle Fälle Stefanie – Risiko - 1997–1998: Hinter Gittern – Der Frauenknast (Fernsehserie) - 1999: Unser Charly – Sieg der Wahrheit - 2002: Berlin, Berlin (Fernsehserie) - 2002: Vater braucht eine Frau - 2003: Der letzte Zeuge – Haut aus Eisen - 2004: Übers Wasser wandeln - 2007: Der letzte Zeuge – Tödliche Schönheit - 2007: Das Wunder der Liebe - 2007: Jakobs Bruder |